# Porcellio zarcoi
Porcellio zarcoi är en kräftdjursart som beskrevs av Albert Vandel1960. Porcellio zarcoi ingår i släktet Porcellio och familjen Porcellionidae. Inga underarter finns listade i Catalogue of Life.